# Амбар у Гибарцу, Маршала Тита 42
Амбар у Гибарцу, Маршала Тита 42, месту у општини Шид, представља непокретно културно добро као споменик културе од великог значаја.

## Изглед
Грађен је у скелетној конструкцији на јаким храстовима темељачама, као репрезентативан пример амбара са тремом. Кров је на две воде покривеног бибер црепом којим је замењен првобитни од шиндре. Трем је у доњем делу затворен уобичајеном преградом од дасака у облику парапета, а у горњем, профилисаним летвама. Дрвени луци постављени између угаоних и средишњих стубова стварају утисак да су оне лучно завршене. 
Декоративном обрадом истичу се стубови трема. Посебно су упечатљива два средишња, улазна стуба, наглашено масивна и готово скулпторално обрађена са прорезима у горњем конусном делу. Иако није украшен, забат је урађен мајсторски веома солидно, од отесаних цепаних дасака закошено слаганих у средишњу вертикалну греду. Судећи по зарезима за коснике на угаоним стубовима и зарезу по средини венчанице имао је окапницу испод забата. 